# Трая (Німеччина)
Трая (нім. Treia), також Трея (дан. Treja) — громада в Німеччині, розташована в землі Шлезвіг-Гольштейн. Входить до складу району Шлезвіг-Фленсбург. Складова частина об'єднання громад Аренсгарде.
Площа — 21,73 км2. Населення становить 1562 ос. (станом на 31 грудня 2020).

## Галерея

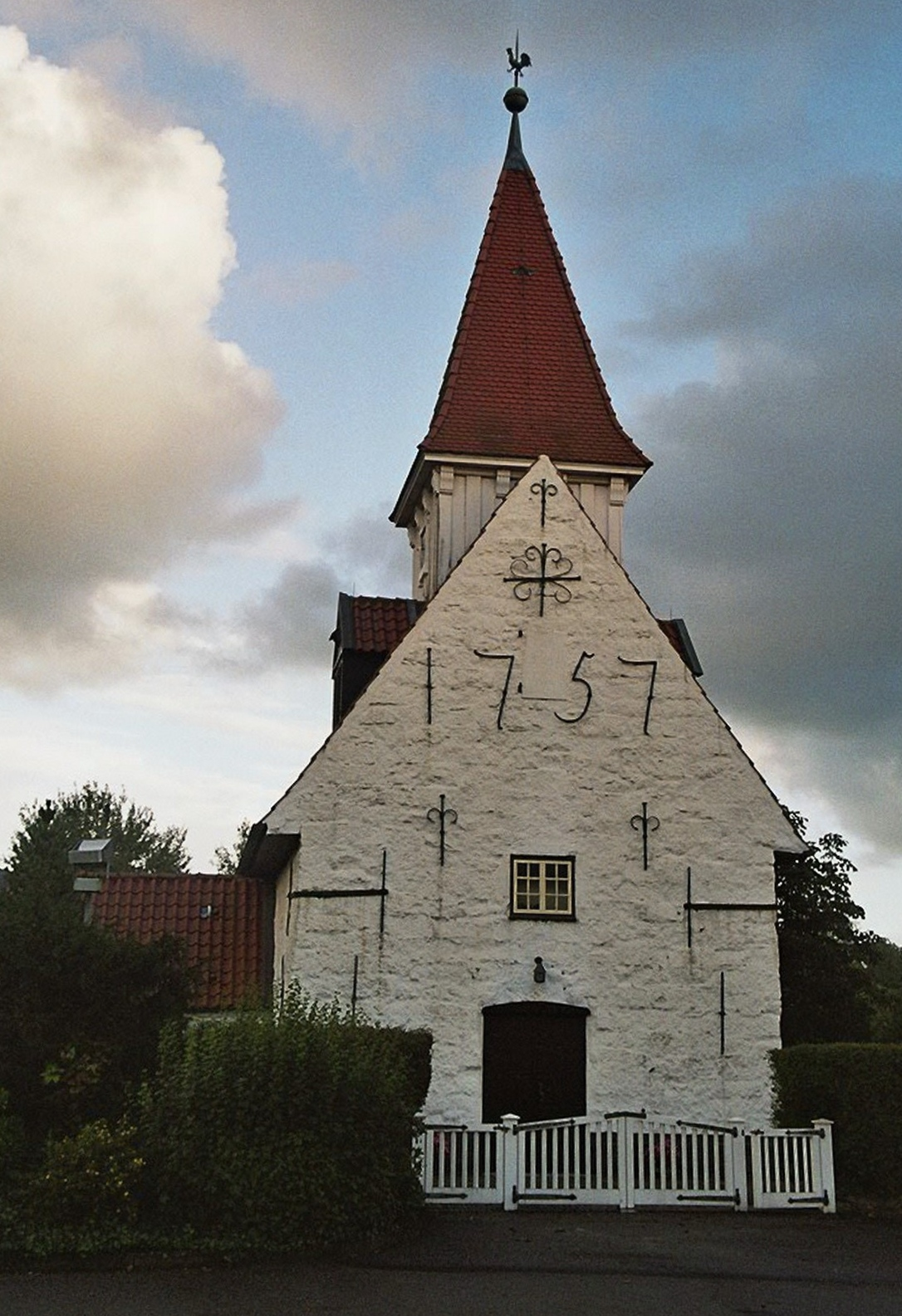
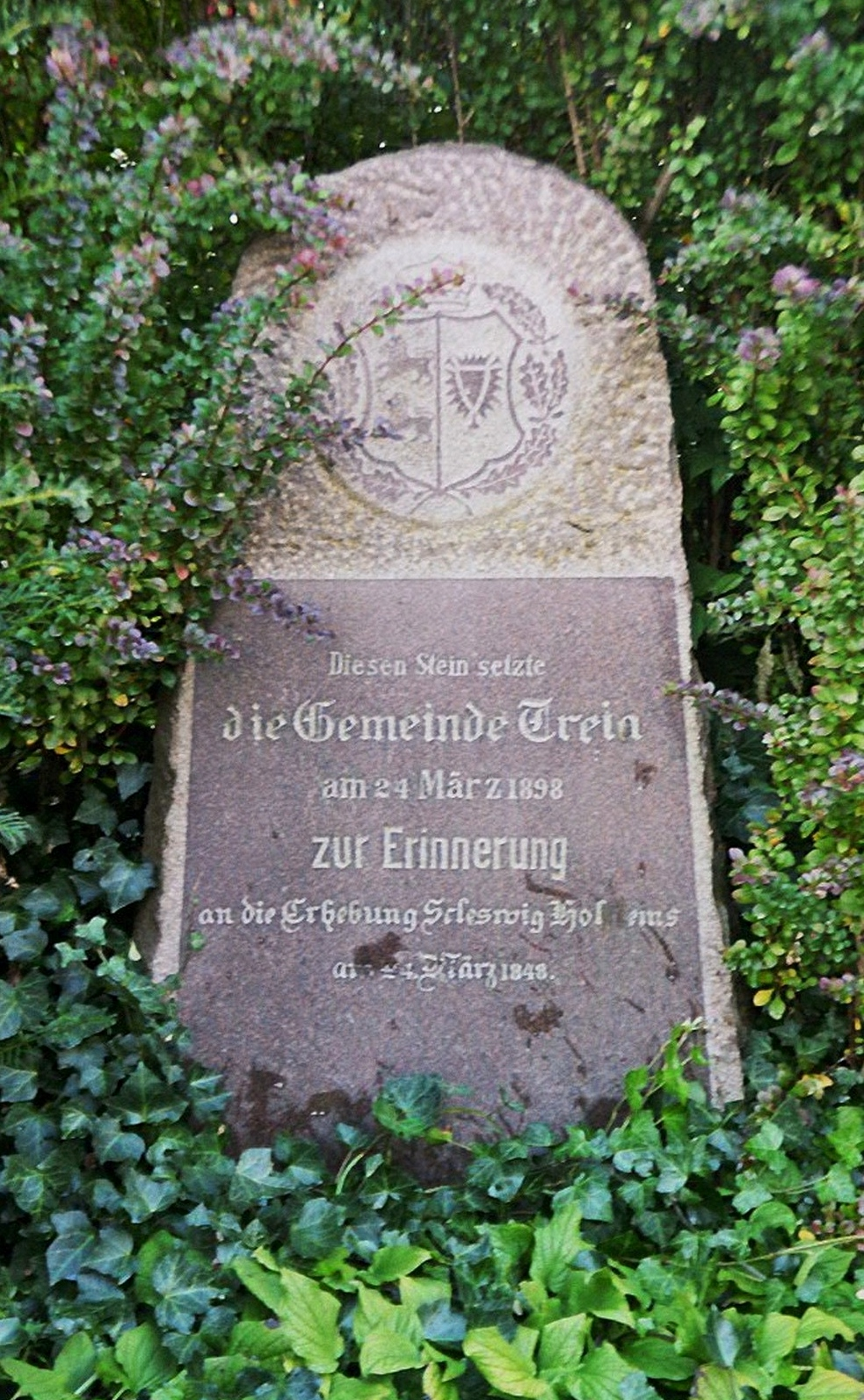